# Staggered grips-metoden
Staggered grips-metoden är en träningsmetod som går att använda i många övningar och tillsammans med andra metoder. Metoden går ut på att använda olika grepp i ett och samma set. Syftet med denna metod är att belasta muskeln från olika vinklar och på det viset påverka djupet av dess olika infästningar. Om man skärskådar exempelvis pectoralis major kan man konstatera att denna muskel påbörjar sin infästning strax innanför axeln, men slutar i centrum av bröstkorgen. Det anses att dess olika infästningar tar hand om de olika vinklarna, även om hela dess infästning fungerar som mer eller mindre en synergist. Att isolera en del av infästning är i stort sett omöjligt, om man inte använder lokalbedövning, och är inte meningen med denna metod. Samma resultat kan åstadkommas genom en kombination av olika övningar, men det är svårt om man inte har exklusiv tillgång till alla redskapen.

## Lämpliga övningar
- Bänkpress
- Militärpress
- Kabelrodd
- Marklyft